# Воробьёв, Александр Викторович
Алекса́ндр Ви́кторович Воробьёв (28 марта 1962, Ростов-на-Дону) — советский футболист, нападающий и российский футбольный тренер. Мастер спорта СССР. Отец российского футболиста Андрея Воробьёва.

## Карьера

### Клубная
Воспитанник групп подготовки СКА (Ростов-на-Дону). Первый тренер — Илья Рясной. В 16 лет стал играть за клуб в дублирующем составе, а потом в основном. Провёл за команду 12 сезонов, в течение которых сыграл 316 матчей и забил 89 голов. Сезон-1990 отыграл в «Ростсельмаше», после чего на три сезона уехал в Финляндию. Карьеру игрока закончил в 1996 году в «Ростсельмаше».

### В сборной
Сыграл один матч в составе сборной СССР. 19 августа 1984 года в товарищеском матче со сборной Мексики в Ленинграде вышел на 70-й минуте, заменив Владимира Бессонова, и отдал две голевые передачи. В 1987 году провёл один матч за олимпийскую сборную.

### Тренерская
Через два года после завершения карьеры игрока стал тренировать команды первенства Ростовской области. В 2006—2007 годах — второй тренер СКА, в 2008 — главный тренер СКА-2. С декабря 2008 года по 2010 год — главный тренер клуба «Батайск-2007». Затем тренировал любительский клуб «Таганрогская птицефабрика». С 2017 года тренер детских футбольных команд "Победа" (2017-2021) и "Полет" (с 2021 года) в г. Ростове-на-Дону.

## Достижения
- Обладатель Кубка СССР 1981 года.